# William Tecumseh Sherman
William Tecumseh Sherman (ur. 8 lutego 1820 w Lancaster, zm. 14 lutego 1891 w Nowym Jorku) – amerykański wojskowy i polityk, generał Unii w wojnie secesyjnej.

## Życiorys
Urodził się 8 lutego 1820 r. w Lancaster w stanie Ohio. Studiował w akademii wojskowej. Po niczym nie wyróżniającej się karierze wojskowej wystąpił z armii w 1853 r. i został wspólnikiem w firmie finansowej w San Francisco. Był dziekanem college’u wojskowego w Aleksandrii w Luizjanie (obecnie „Louisiana State University”) w latach od 1859 do 1861 r., kiedy to Luizjana wystąpiła z Unii. W chwili wybuchu wojny zgłosił się do armii i objął dowodzenie ochotniczym regimentem piechoty. Po I bitwie nad Bull Run został gen. brygadierem. Podczas bitwy pod Shiloh 6 kwietnia 1862 r. został nagrodzony za udział w zwycięstwie i awansowany na stopień gen. majora.
W grudniu tegoż roku dowodził szturmem na twierdzę konfederatów Vicksburgu na rzece Missisipi, który jednak nie przyniósł rezultatu. W 1863 r. był podkomendnym Ulyssesa S. Granta, z którym zdobył Vicksburg w lipcu tego roku. Na jesieni 1863 r. zostało mu powierzone dowództwo armii Tennessee. Z armią tą wziął udział w III bitwie pod Chattanoogą.
W 1864 r. Sherman był zwierzchnim dowódcą wszystkich sił na zachodnim teatrze wojennym. Następnie dostał zadanie uderzenia na Georgię i jej stolicę Atlantę. W początkowych miesiącach tej kampanii przegrał bitwę pod Kennsaw Mountain, a Atlanta pozostała niezdobyta przez następne 3 miesiące aż do 1 września. Sherman nakazał palenie wszystkich zasobów, plonów rolnych i innych zapasów, które znajdują się na drodze jego armii; miało to zapobiec zaopatrywaniu się konfederatów w potrzebne materiały na tych terenach (taktyka spalonej ziemi). Następnie jego armia rozpoczęła tzw. „marsz ku morzu”. 60 tys. ludzi odbyło drogę ze zdobytej Atlanty aż do Savannah na wybrzeżu. Następnie posuwał się na północ przez Karolinę Płn., aby spotkać się z siłami Granta i osaczyć gen. Lee.

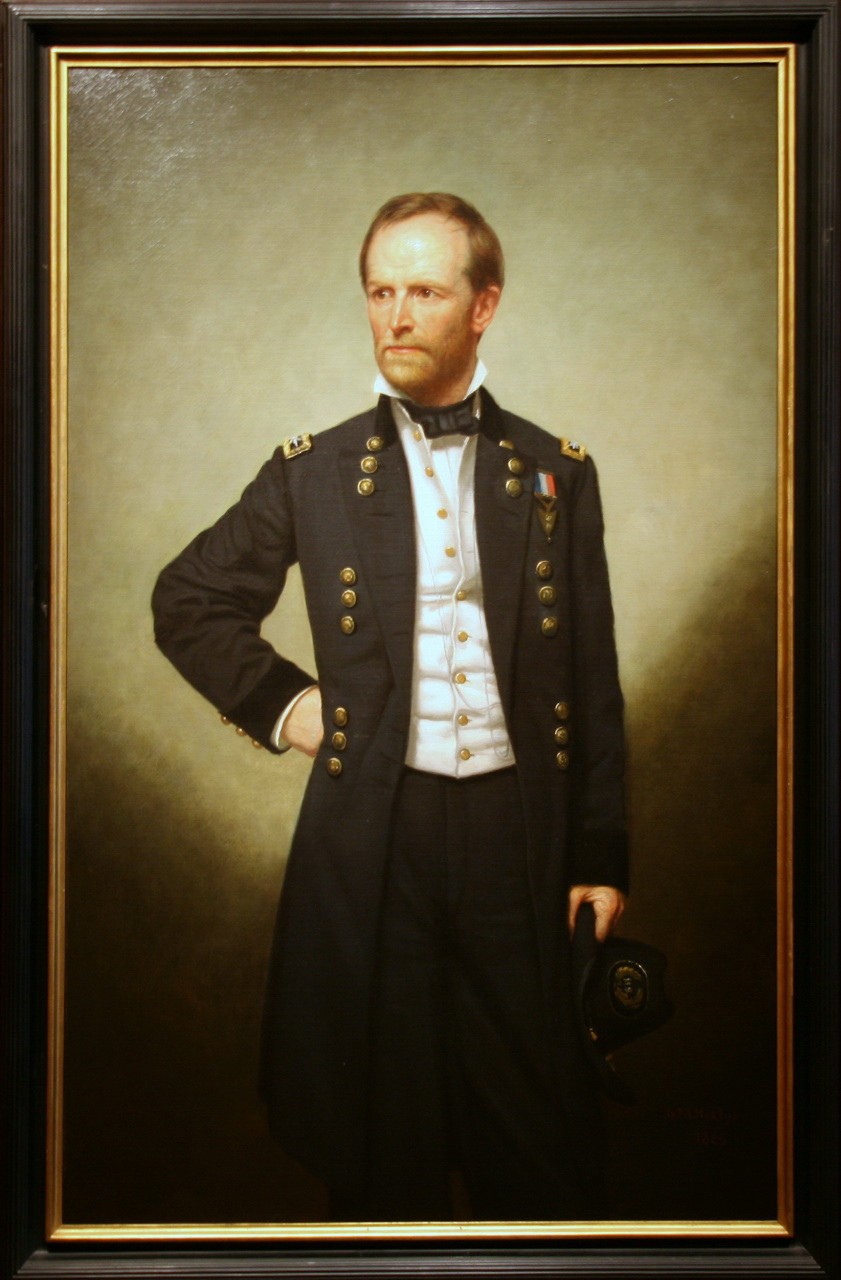
Portret autorstwa G.P.A. Healy’ego (1866)

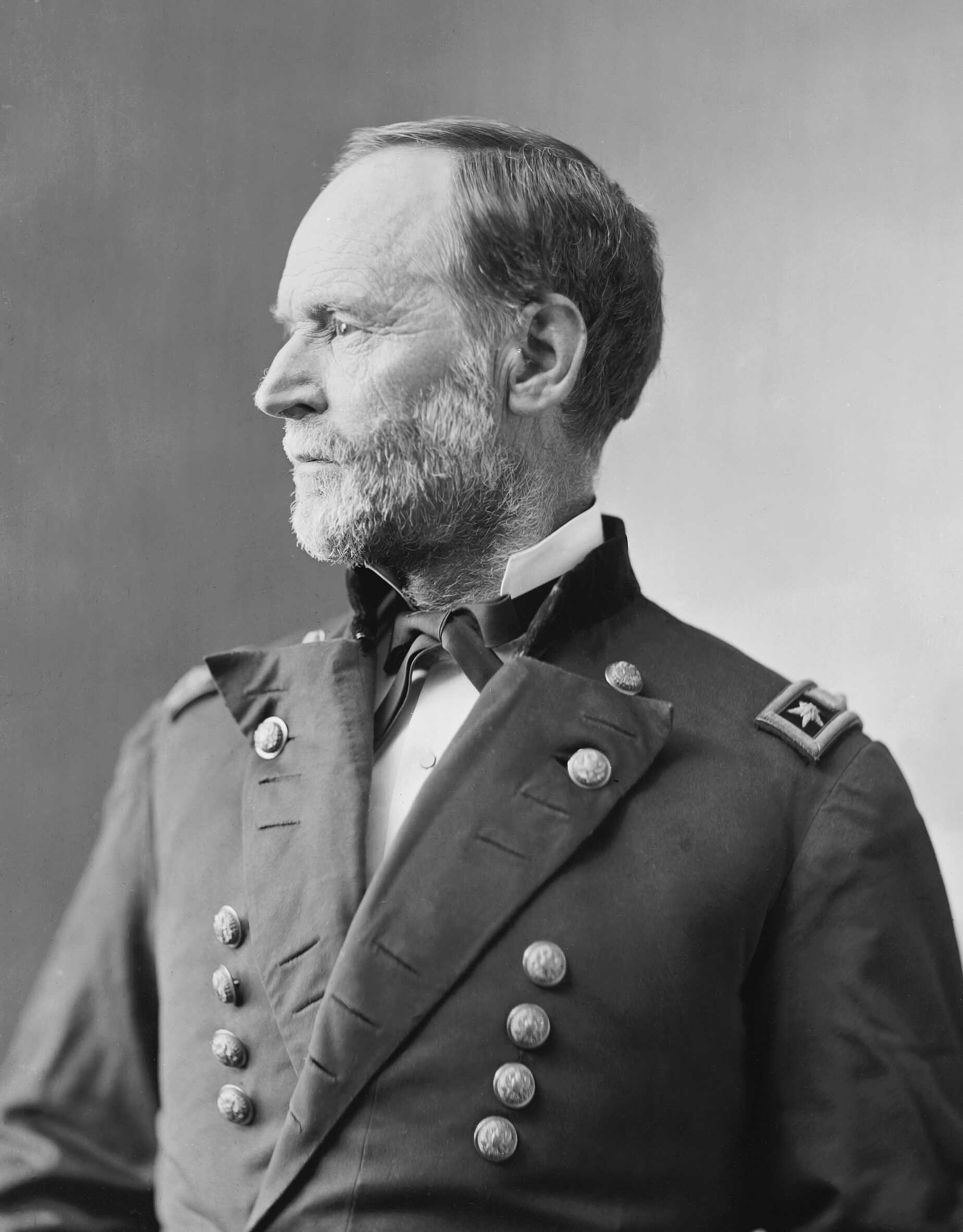
Sherman jako głównodowodzący sił USA

W czasie tego pochodu jego żołnierze niszczyli wszystko, co dostało się w ich ręce (koleje, domy, farmy itp.). Ta niszczycielska pasja nasiliła się szczególnie w Karolinie Płn., która była obwiniana za wybuch wojny. W lutym 1865 r. Columbia, stolica Karoliny Płd., została praktycznie zrównana z ziemią. Sherman miał nadzieję, że takie działania wpłyną negatywnie na morale południowców i pomogą zakończyć wojnę.
Po 3 miesiącach walki Sherman dotarł do Raleigh w Karolinie Płn. i zaczął przygotowywać się do wkroczenia do Wirginii, ale wojna miała się już ku końcowi. Lee poddał się 9 kwietnia 1865 r., a reszta armii konfederatów, która jeszcze była w stanie stawiać opór, poddała się Shermanowi w Durham Station 26 kwietnia 1865 r.
Po wojnie Sherman otrzymał stopień generała porucznika. Po nominacji Granta na prezydenta awansował do pełnej rangi generalskiej 4 marca 1869 r. i objął dowództwo całej armii USA. Swoje pamiętniki opublikował w 1875 r. W 1883 r. przeszedł na emeryturę. Jego stanowcza odmowa kandydowania na prezydenta Stanów Zjednoczonych przeszła do historii jako oświadczenie shermanowskie. Sherman miał powiedzieć:
 
„Jeżeli zostanę wystawiony, nie będę kandydować. Jeżeli uzyskam nominację, nie przyjmę jej. Jeżeli zostanę wybrany, nie obejmę urzędu” (ang. „If drafted, I will not run; if nominated, I will not accept; if elected, I will not serve.”).

Zmarł w 1891 roku w Nowym Jorku.
Jego bratem był polityk John Sherman, wieloletni senator (także przewodniczący pro tempore), sekretarz skarbu
i stanu.

## Upamiętnienie
Od nazwiska generała Shermana został nazwany amerykański czołg średni (M4 Sherman), produkowany w czasie II wojny światowej.